# Hadena tephroleuca
Hadena tephroleuca là một loài bướm đêm trong họ Noctuidae.